# Sutton Scotney
Sutton Scotney – wieś w Anglii, w hrabstwie Hampshire, w dystrykcie Winchester. Leży 11 km na północ od miasta Winchester i 94 km na południowy zachód od Londynu. W 2015 miejscowość liczyła 911 mieszkańców. Sutton Scotney jest wspomniana w Domesday Book (1086) jako Sudtune.